# Calum Worthy
Calum Worthy, né le 28 janvier 1991 à Victoria (Canada), acteur, scénariste et producteur canadien. Il est connu pour ses rôles de Dez dans les séries Disney Channel Austin et Ally, Alex Trimboli dans la série Netflix American Vandal , Nicholas Godejohn dans la série Hulu The Act.
Il a joué dans de nombreuses séries télévisées telles que Kyle XY, Supernatural, Smallville, ou encore Bonne Chance Charlie.

## Filmographie

### Cinéma
- 2001 : Barbie dans Casse-noisette : Tommy / Gingerbread Boy (Capture de mouvement)
- 2002 : Scooby-Doo : Boy on Bike
- 2004 : Scooby-Doo 2: les monstres se déchaînent (Scooby Doo 2: Monsters Unleashed) : Kid on Bike #2
- 2006 : Dr. Dolittle 3 : Tyler
- 2007 : Mimzy, le messager du futur : Cyborg adolescent
- 2008 : Mulligans : Felix
- 2009 : What Goes Up : Blastoff! Chorus
- 2010 : Daydream Nation : Craig
- 2011 : The Odds : Berry Lipke
- 2011 : The Big Year : Colin Debs
- 2013 : Rapture-Palooza : Clark Lewis
- 2014 : Mostly Ghostly : Ma goule chérie : Colin Doyle
- 2015 : All She Wishes : Drake
- 2015 : Blackburn : Ryan
- 2016 : The Thinning : Kellan Woods
- 2018 : Bodied : Adam
- 2018 : The Thinning: New World Order : Kellan Woods
- 2019 : Corporate Animals : Aidan
- 2019 : Assimilate : Randy Foster

### Télévision
- 2001 : I Was a Rat (feuilleton TV) : Roger / Ratty
- 2003 : Out of Order (feuilleton TV) : Young Mark
- 2003 : Thanksgiving Family Reunion (téléfilm) : Danny Snider
- 2005 : When Jesse Was Born : Danny
- 2005 : Kyle XY (série télévisée) : Toby Neuwirth (Épisode 5)
- 2006 : Dr. Dolittle 3 (vidéo) : Tyler
- 2007 : La Force du pardon (Crossroads: A Story of Forgiveness) (téléfilm) : Kip
- 2007 : Psych : Enquêteur malgré lui : saison 2 épisode 7 : Doug, un collégien surdoué
- 2008 : Supernatural : le garçon qui devient invisible pour regarder les filles sous la douche (saison 4, épisode 8)
- 2009 : Smallville : Garth Ranzz (saison 8 épisode 11)
- 2009 : D'une vie à l'autre (Living Out Loud) (téléfilm) : Henry
- 2010 : Père avant l'heure (Freshman Father) (téléfilm) : présentateur du bal de promo
- 2010 : Tower Prep : Don Finch
- 2011 : Bonne chance Charlie : Lewis (saison 2, épisode 6)
- 2011-2016 : Austin et Ally : Dez
- 2012 : Longmire : Zac Nunn
- 2012 : Jessie : Dez
- 2014 :  Some Assembly Required : Caden Clark
- 2014 : Mon Oncle Charlie : Kevin (VF : Donald Reignoux)
- 2015 : Backstrom : Joshua Larimer
- 2015 : C'est pas moi ! : Dez
- 2015 : Wander (série télévisée d'animation) : Teen Leader
- 2016-2017 : Frankie & Paige : Victor
- 2016 : Motive : Derek Holstadt
- 2016 : Aquarius : Steven Parent
- 2017 : American Vandal : Alex Trimboli
- 2017 : Wisdom : Tous contre le crime : Jake
- 2019 : The Act : Nick Godejohn
- 2021 : Pacific Rim: The Black : Taylor Travis
- 2022 : Reboot : Zack